# لوكا كرانك
لوكا كرانك (بالسلوفينية: Luka Krajnc)‏ (19 سبتمبر 1994 ببيتوج في سلوفينيا - ) هو لاعب كرة قدم سلوفيني في مركز الدفاع. شارك مع منتخب سلوفينيا تحت 17 سنة لكرة القدم ومنتخب سلوفينيا تحت 19 سنة لكرة القدم ومنتخب سلوفينيا تحت 21 سنة لكرة القدم ومنتخب سلوفينيا لكرة القدم. أما مع النوادي، فقد لعب مع نادي تشيزينا ونادي جنوى ونادي كالياري ونادي ماريبور.

## وصلات خارجية
- لوكا كرانك على موقع الاتحاد الأوربي (الإنجليزية)
- لوكا كرانك على موقع قاعدة بيانات كرة القدم.إي يو (الإنجليزية)
- لوكا كرانك على موقع ناشيونال فوتبول تيمز (الإنجليزية)
- لوكا كرانك على موقع Soccerway.com (الإنجليزية)
- لوكا كرانك على موقع عالم كرة القدم.نت (الإنجليزية)
- لوكا كرانك على موقع AS.com (الإسبانية)